# Corridoio di Hexi

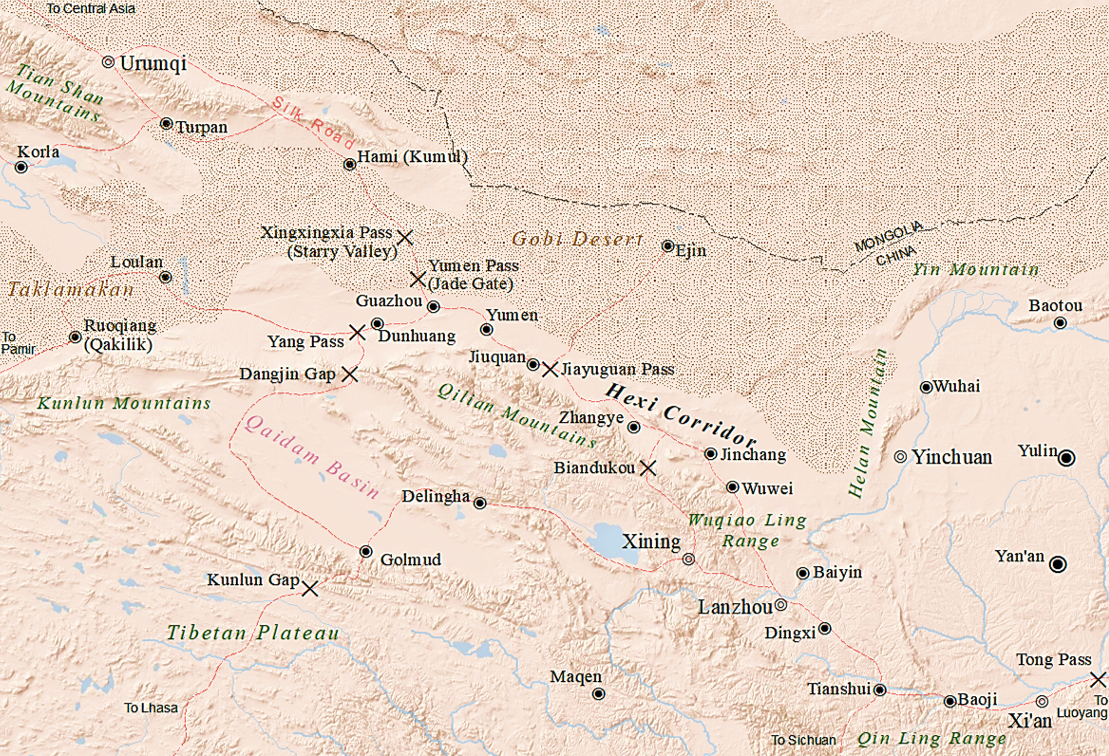
Cartina che mostra il Corridoio di Hexi

Il corridoio di Hexi o corridoio del Gansu (cinese: 河西走廊S, Héxī ZǒulángP, Hehsi TsoulangW) è la storica rotta che attraversava la provincia cinese del Gansu. Facendo parte della via della seta settentrionale che attraversava il nord-ovest lungo le sponde del Fiume Giallo, era utilizzata come principale passaggio dalla Cina settentrionale allo Xinjiang ed all'Asia centrale da commercianti e militari.

## Storia
Nel I millennio a.C. i beni in seta iniziarono a giungere in Siberia, avendo percorso la tratta settentrionale della via della seta compreso il corridoio di Hexi.
Alla fine della dinastia Qin (221-206 a.C.)  gli Yuezhi conquistarono i coloni locali, Wusun e Qiang, occupando l'intero corridoio di Hexi. In seguito gli eserciti Xiongnu settentrionali sconfissero gli Yuezhi stabilendo il proprio dominio all'inizio della dinastia Han.

### Dinastia Han
Nel 121 a.C. gli eserciti della dinastia Han cacciarono gli Xiongnu dal corridoio di Hexi e da Lop Nur, quando il re Xiongnu Hunye si arrese a Huo Qubing. Gli Han conquistarono la striscia compresa tra Hexi e Lop Nur, tagliando fuori gli Xiongnu dai loro alleati Qiang. Gli Han respinsero un attacco congiunto Xiongnu-Qiang dai territori del nord-ovest nel 111 a.C. In seguito furono creati nuovi avamposti, quattro dei quali nel corridoio di Hexi, chiamati Jiuquan, Zhangye, Dunhuang e Wuwei.
Attorno al 115–60 a.C. gli uomini degli Han affrontarono gli Xiongnu per il controllo delle città-Stato delle oasi del bacino del Tarim. Gli Han vinsero e crearono il Protettorato delle Regioni Occidentali nel 60 a.C., che gestiva difesa ed affari esteri.
Durante il turbolento regno di Wang Mang, gli Han persero il controllo del bacino del Tarim, conquistato dagli Xiongnu nel 63 d.C. ed usato come base per l'invasione del corridoio di Hexi. Dou Gu sconfisse gli Xiongnu di nuovo nella battaglia di Yiwulu del 73, impedendo loro l'accesso a Turfan e spingendoli verso il lago Barkol prima di stanziare una guarnigione ad Hami.
Dopo che il nuovo Protettore Generale delle Regioni Occidentali Chen Mu fu ucciso nel 75 dagli alleati degli Xiongnu di Karasahr e Kucha, la guarnigione di Hami fu ritirata. Nella battaglia di Ikh Bayan dell'89 Dou Xian sconfisse gli Xiongnu shanyu che si ritirarono poi nei Monti Altai.

### Dinastia Tang

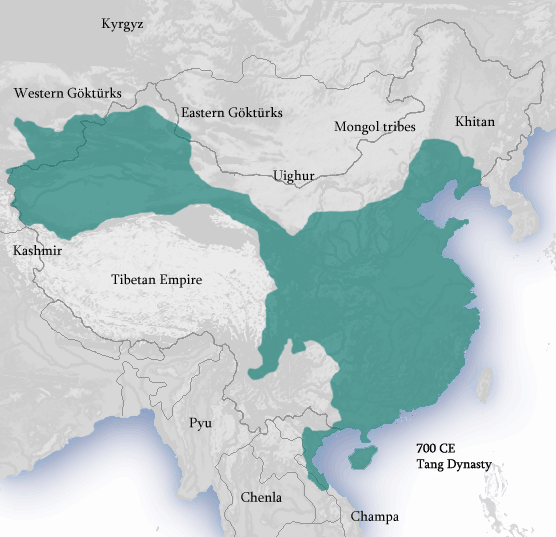
Cartina che ritrae l'estensione della dinastia Tang. Il Corridoio di Hexi è rappresentato dalla sottile striscia di terra che collega la Cina delle 18 province al bacino del Tarim

L'impero Tang combatté con l'impero tibetano per il controllo delle aree dell'Asia centrale ed interna. Vi fu una lunga serie di conflitti con il Tibet in tutto il bacino del Tarim tra il 670 ed il 692.
Nel 763 i tibetani catturarono la capitale cinese, Chang'an, per 15 giorni durante la ribellione An Shi. Fu durante questa rivolta che i Tang ritirarono le proprie guarnigioni occidentali stanziate nelle odierne province di Gansu e Qinghai, e che i tibetani occuparono le terre dell'attuale Xinjiang. Le ostilità tra Tang e Tibet proseguirono fino alla firma del trattato di pace dell'821. I termini del trattato (compreso l'accordo sui confini tra i due stati) sono stati registrati in iscrizioni bilingue su un pilastro in pietra all'esterno del tempio Jokhang di Lhasa.

### Dinastia Xia
La dinastia Xia occidentale, nota anche come impero Tangut, nacque nell'XI secolo da alcune tribù Tangut. Gli Xia occidentali controllarono dal 1038 al 1227 i territori delle attuali province cinesi nord-occidentali di Gansu, Shaanxi e Ningxia.

### Dinastia Yuan
L'espansione a sud dell'Impero mongolo, nota come "guerra della dinastia Mongol-Jin", iniziò attorno al 1207 per volere di Gengis Khan, e continuò dopo la sua morte (1227) sotto la guida di Ögödei. La dinastia Jīn cadde nel 1234 a causa della dinastia Song.
Oltre alla guerra Mongol-Jin, Ögödei sconfisse la dinastia Xia orientale nel 1233, portando la pace nella Manciuria meridionale.
La dinastia Yuan, o Grande Impero Yuan, era la prosecuzione dell'impero mongolo, e perdurò dal 1271 al 1368.

## Geografia e clima
Il corridoio di Hexi è un lungo e stretto passaggio di circa 1000 km da Wushaolin vicino all'attuale Lanzhou alla Porta di Giada al confine di Gansu e Xinjiang. Vi sono molte oasi fertili lungo il tragitto. Un ampio terreno inospitale lo circonda: l'immenso deserto del Gobi, le innevate montagne Qilian Shan a sud, le Beishan e la Lega dell'Alxa  a nord. Geologicamente, il corridoio di Hexi risale al Cenozoico sul confine settentrionale dell'altopiano del Tibet.
L'antica rotta passava attraverso Haidong, Xining e costeggiava il lago Juyan, servendo un'area di circa 215 000 km2. Era una zona in cui montagne e deserto limitavano il traffico delle carovane in uno stretto corridoio, in cui piccole fortificazioni controllavano il passaggio.
Vi sono importanti città lungo il corridoio di Hexi. Nella provincia occidentale di Gansu si trovano Dunhuang e Zhangye al centro, poi Wuwei ed infine Lanzhou nel sud-est. In passato Dunhuang faceva parte di un'area nota come Regioni Occidentali. A sud della provincia di Gansu si trova Xining, capoluogo della provincia dello Qinghai. Xining era lo snodo commerciale del corridoio di Hexi.
Il forte Jiyaguyan controlla l'entrata occidentale alla Cina. Si trova vicino al passo Jiayuguan nel punto più stretto del corridoio di Hexi, circa 6 km a sud-ovest di Jiayuguan. La fortezza di Jiyaguyan è la prima della Grande muraglia cinese ad ovest.